# C-704
Le C-704 est un missile anti-navire chinois qui a été développé par le 3e institut de recherches du groupe aérospatial chinois, également concepteur du C-701.

## Historique
La version dotée de l'autodirecteur à radar actif est la seule à avoir été dévoilée, lors du 6e meeting aérien de Zhuhai, au cours duquel les développeurs confirmèrent que le développement d'autres autodirecteurs à infrarouges, TV ou laser, était déjà en cours. Comme le C-701, le C-704 pourrait éventuellement devenir un missile air-surface d'emploi général, pouvant engager de nombreuses cibles de types très variés. Cela ferait du C-704 l'équivalent du missile américain AGM-65 Maverick.

## Développement
Ce missile a été conçu spécifiquement pour être employé contre des cibles ayant un déplacement compris entre 1 000 et 4 000 tonnes. Les autres missiles, qu'ils soient petits (C-701 et TL-6) ou gros (C-802), ne sont absolument pas rentables lorsqu'ils sont employés contre ce genre de cibles.
Dans l'optique d'accélérer le développement et afin de réduire les risques encourus, l'équipe de développement adopta une bonne partie des technologies qui avaient été appliquées au C-701. Le missile en résultant semble être une version agrandie du C-701, doté d'une charge militaire plus importante. Il est cependant doté d'un tout-nouvel autodirecteur à radar centimétrique, qui remplace les modèles TV, infrarouge ou radar millimétriques qui équipaient le C-701.
Le C-704 a une portée deux fois supérieure à celle du C-701.

## Déploiement
Comme le C-701, ce missile peut être employé depuis une multitude de plateformes diverses, qu'elles soient à terre, en mer, ou dans les airs. Comme le C-701, il ne peut pas encore être tiré depuis un sous-marin.
Il est également prévu d'être intégré au fonctionnement des systèmes de surveillance à longue distance C4I, comme le fait également le C-701.

## Versions dérivées

### C-704KD
Le C-704KD, la version air-surface du C-704, fut révélé au public pour la première fois au 7e meeting aérien de Zhuhai, en 2008, les initiales KD provenant de « Kong Di », qui signifie « air-sol » en chinois.
La différence la plus marquante entre la version originale et celle-ci provient du système de guidage : les systèmes radars ou infrarouges d'origine du C-704 sont remplacés par un autodirecteur à infrarouge à double bande, travaillant dans les bandes 3 - 5 µm et 8 - 12 µm. Le concepteur affirme que cette solution technique apporte une plus grande efficacité du missile contre les cibles furtives. D'autres dérivés du C-704KD révélés au meeting aérien incluent désormais une version à guidage électro-optique, qui utilise des capteurs TV et infrarouge combinés et qui emploie une vitre en fluorure de magnésium. Comme le C-705 (un autre dérivé du C-704 présenté la même année), le C-704KD est également compatible avec des systèmes de guidage à radar ou GPS.
Le développeur affirme que la probabilité de coup au but du missile est de 96 %.

### C-705
Au 7e meeting aérien de Zhuhai, le public découvre un autre membre de la famille des C-70x. Désigné C-705, le missile est une évolution directe du C-704, même si extérieurement il ressemble surtout à un C-602 miniaturisé. De grosses améliorations ont été apportées dans les domaines de la configuration, de la propulsion, de la charge militaire et du guidage. Le moteur-fusée d'origine du missile a été remplacé par un modèle plus lourd, en plus de l'ajout d'un turboréacteur et d'ailes rétractables. Sa portée s'en trouve ainsi allongée à 140 km. Les développeurs affirment que la nouvelle conception du moteur permettrait d'ajouter un deuxième étage à ce dernier et ainsi
amener la portée à 170 km, mais ce deuxième étage n'était pas visible lors de la présentation au meeting aérien.
La masse de la charge militaire est réduite à 110 kg, mais l'adaptation de la charge militaire HVTD-H à impact dirigé permet au missile de neutraliser efficacement des cibles ayant une masse allant jusqu'à 1 500 tonnes. Plusieurs autodirecteurs ont déjà été développés pour ce missile, incluant des modèles radar, TV et à infrarouge. Pour le guidage de mi-course, la navigation GPS ou GLONASS sont employés, même si l'exemplaire visible en 2008 n'était équipé que du GPS, en raison de sa vocation au marché d'export. Le concepteur affirme qu'un satellite de navigation chinois peut aussi être employé.
La marine indonésienne va équiper ses patrouilleurs de la classe Sampari (ou KCR-60) de C-705.
Caractéristiques
- Masse : 320 kg
- Charge militaire : de 110 à 130 kg
- Portée : 140 km
- Moteur : moteur-fusée à ergols solides + petit turboréacteur
- Autodirecteur : radar actif, TV ou IR
- Altitude de croisière : de 12 à 15 m
- Cibles concernées : navires de 1 500 à 3 000 tonnes[2]
- Plateformes de tir : avions, navires de surface et véhicules à terre
- Probabilité de coup au but : > 95,7 %

### C-705KD
Une version d'attaque au sol du C-705, désignée C-705KD, a fait ses débuts en public lors du 9e meeting aérien de Zhuhai, en novembre 2012. Le radar de la version anti-navire a été remplacé par un autodirecteur à infrarouges ou TV.
En supplément, le missile s'est vu ajouter une liaison de données, afin de permettre à l'opérateur du missile de changer de cible même s'il est déjà en vol. La capacité de tir en mode « tire et oublie » reste cependant disponible. Le C-705KD et le C-705 sont totalement interchangeables sur leurs supports.

## L'affaire Victoria
Le 16 mars 2011, les forces israéliennes interceptèrent un transport de six missiles C-704, accompagnés de leurs lanceurs et d'unités radars Kelvin Hugues et d'autres munitions, sur le navire battant pavillon libérien Victoria, alors dirigé par une compagnie française et faisant route de Turquie vers Alexandrie en pleines eaux territoriales israéliennes. Les missiles furent supposés être d'origine iranienne, livrés aux troupes du Hamas présentes sur la bande de Gaza, afin de pouvoir opérer des attaques sur les navires de la marine israélienne,,.

## Utilisateurs
- Bangladesh : marine bangladaise
- Chine : aviation de la marine chinoise
- Égypte : marine égyptienne
- Iran : forces armées iraniennes
- Indonésie : marine indonésienne[8],[9],[10] : navires d'attaque rapides de la classe Clurit. L'Indonésie envisage de le fabriquer localement[11].